# Тен Хайбінь
Тен Хайбінь (2 січня 1985 , Пекін ) — китайський гімнаст, олімпійський чемпіон, чотириразовий чемпіон світу.

## Результати на турнірах
| Рік  | Змагання         | КБ | ІБ | Вільні вправи | Кінь | Кільця | Опорний стрибок | Паралельні бруси | Перекладина |
| ---- | ---------------- | -- | -- | ------------- | ---- | ------ | --------------- | ---------------- | ----------- |
| 2002 | Чемпіонат світу  |    |    |               | 4    |        |                 |                  |             |
| 2003 | Чемпіонат світу  | 1  |    |               | 1    |        |                 | 144              | 9           |
| 2004 | Олімпійські ігри | 5  |    | 44            | 1    |        | 31              | 81               | 20          |
| 2010 | Чемпіонат світу  | 1  | 11 | 52            | 17   | 81     |                 | 2                | 37          |
| 2011 | Чемпіонат світу  | 1  | 18 | 98            | 7    | 65     |                 | 17               | 83          |